# قورومبا
قورومبا (به لاتین: Qurumba، همچنین Quruba) یک منطقه مسکونی در جمهوری آذربایجان است که در شهرستان لنکران واقع شده‌است. قورومبا ۸۳۷ نفر جمعیت دارد.

## ریشه واژه
در زبان تالشی کو به معنی کوه و تپه، رون یا روم یا رو به معنی جاده و با  به معنی در است. معنای نام قورومبا درِ جاده کوهستانی است.